# Patagonië

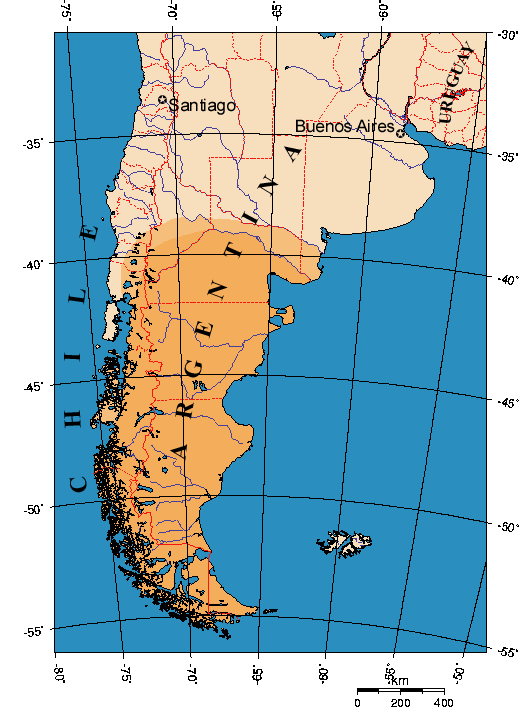
Patagonië

Patagonië is een gebied in Zuid-Amerika, gelegen ten zuiden van de rivier de Colorado (41ste breedtegraad) tot aan de Straat Magellaan. Het gebied strekt zich uit over zowel Chili als Argentinië.
In Chili beslaat het de regio's Los Lagos, Aysén en Magallanes y la Antártica Chilena. In Argentinië de provincies Neuquén, Río Negro, Chubut en Santa Cruz. Er zijn echter geen duidelijke grenzen vastgelegd. Volgens sommigen behoort ook Vuurland tot Patagonië.

## Geschiedenis
De Portugese ontdekkingsreiziger Ferdinand Magellaan was de eerste Europeaan die Patagonië aandeed, tijdens zijn reis om de wereld in 1520. Volgens Antonio Pigafetta, die de ontdekkingen van Magellaan op schrift stelde, noemde Magellaan het gebied "Patagão". Pigafetta meldde in zijn verslag dat men daar reusachtige mensen aantrof. Daarom wordt verondersteld dat Patagonië zoiets betekent als 'Land van grote voeten'. Nederlandse, Engelse en Spaanse avonturiers volgden het spoor van Magellaan in de daarop volgende jaren. In 1616 noemde Willem Corneliszoon Schouten het meest zuidelijke puntje van Chili Kaap Hoorn, naar zijn woonplaats Hoorn.

## Bevolking en landoppervlakte
|            | Oppervlakte   | Bevolking | Dichtheid   |
| ---------- | ------------- | --------- | ----------- |
| Chili      | 256.093 km²   | 261.289   | 1,0 per km² |
| Argentinië | 786.983 km²   | 1.738.251 | 2,2 per km² |
| Totaal     | 1.043.076 km² | 1.999.540 | 1,9 per km² |

## Klimaat
Het klimaat wordt beïnvloed door de aanwezigheid van de Andes. De door de westenwinden aangevoerde wolken worden door de hoge bergen tegengehouden, zodat daar zeer veel neerslag valt. Het land ten oosten van de Andes krijgt daarom zeer weinig neerslag. Dit Argentijnse gebied is daardoor een steppegebied, het is leeg en schraal. Het gebied wordt de Patagonische woestijn (of Patagonische steppe) genoemd. Enkel schapen kunnen daar overleven. Schapenteelt en de productie van wol op uitgestrekte estancias (landgoederen) zijn er dan ook de enige economische activiteiten van betekenis. Bovendien waait er steeds een sterke wind, die het leven er weinig aangenaam maakt. Naast Patagonië ligt Vuurland, dat door diens lage temperaturen veel invloed op het klimaat in Patagonië heeft.

## Geografie
Plaatsen in Patagonië zijn onder andere Ushuaia, Puerto Madryn, Punta Arenas, Puerto Natales, San Carlos de Bariloche en El Calafate.

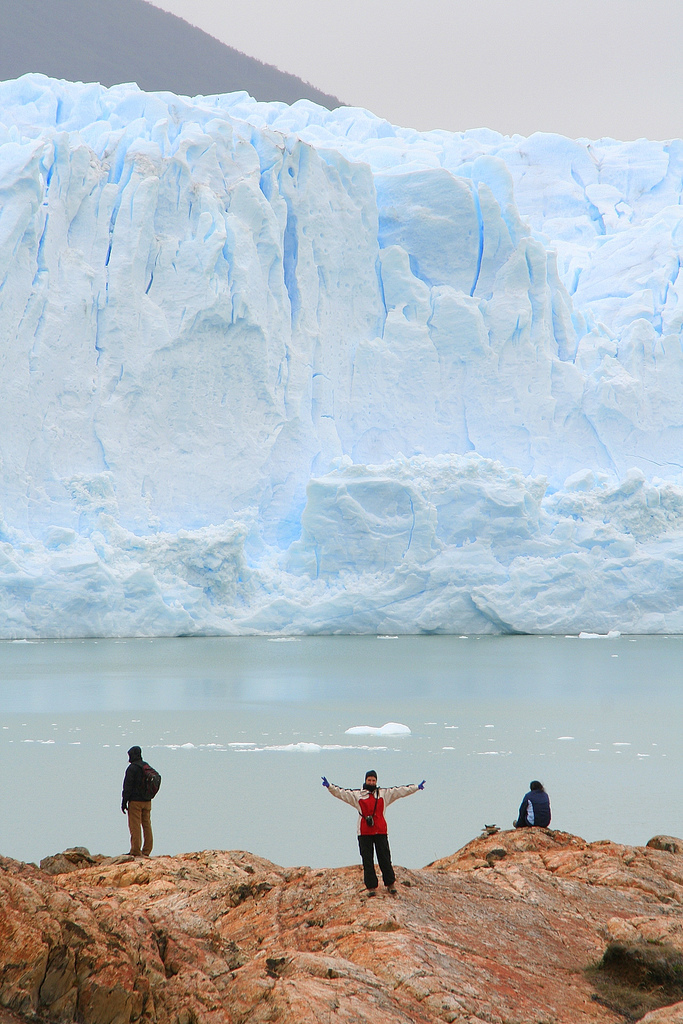
Perito Morenogletsjer
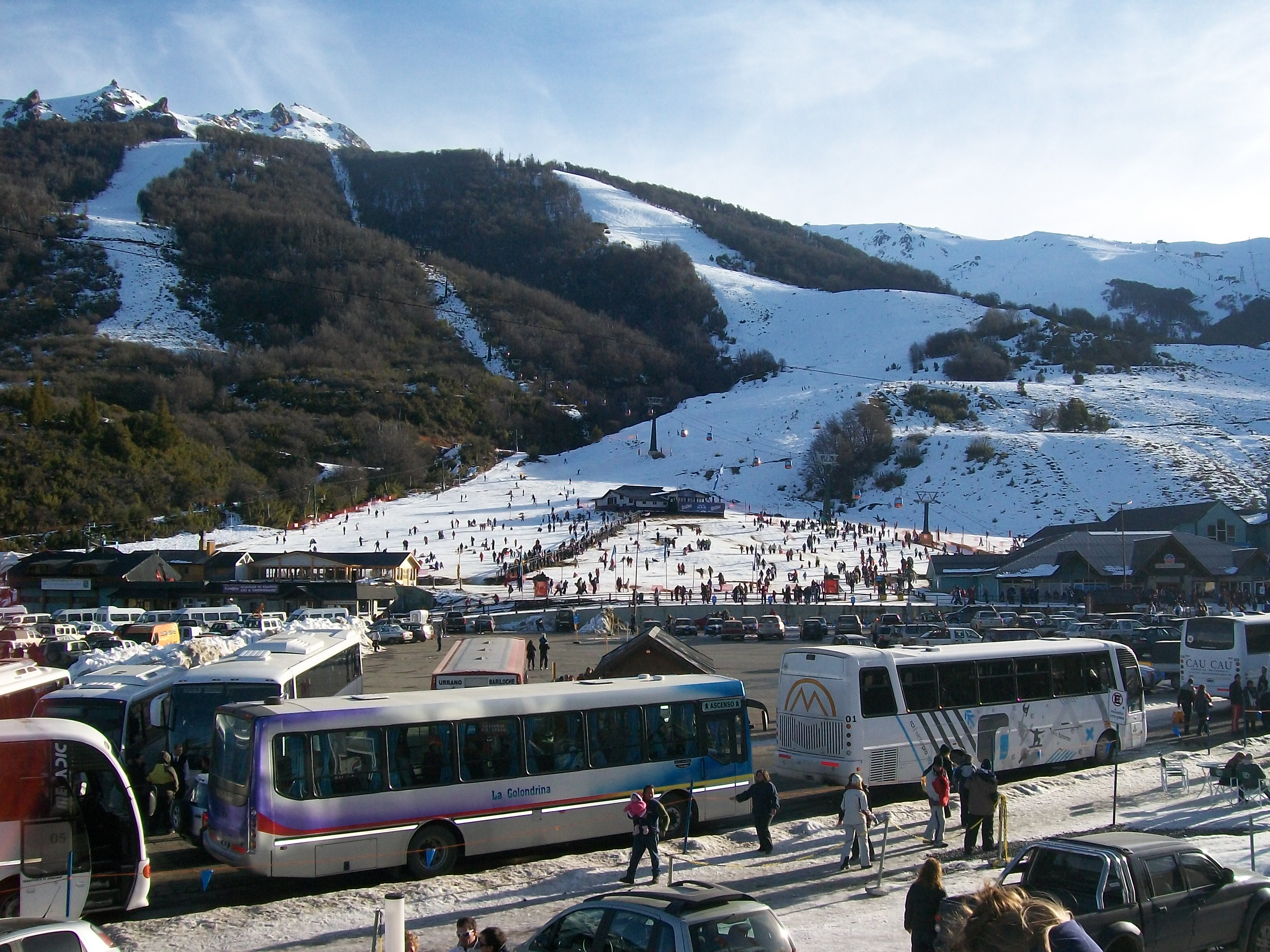
Bariloche (Río Negro)
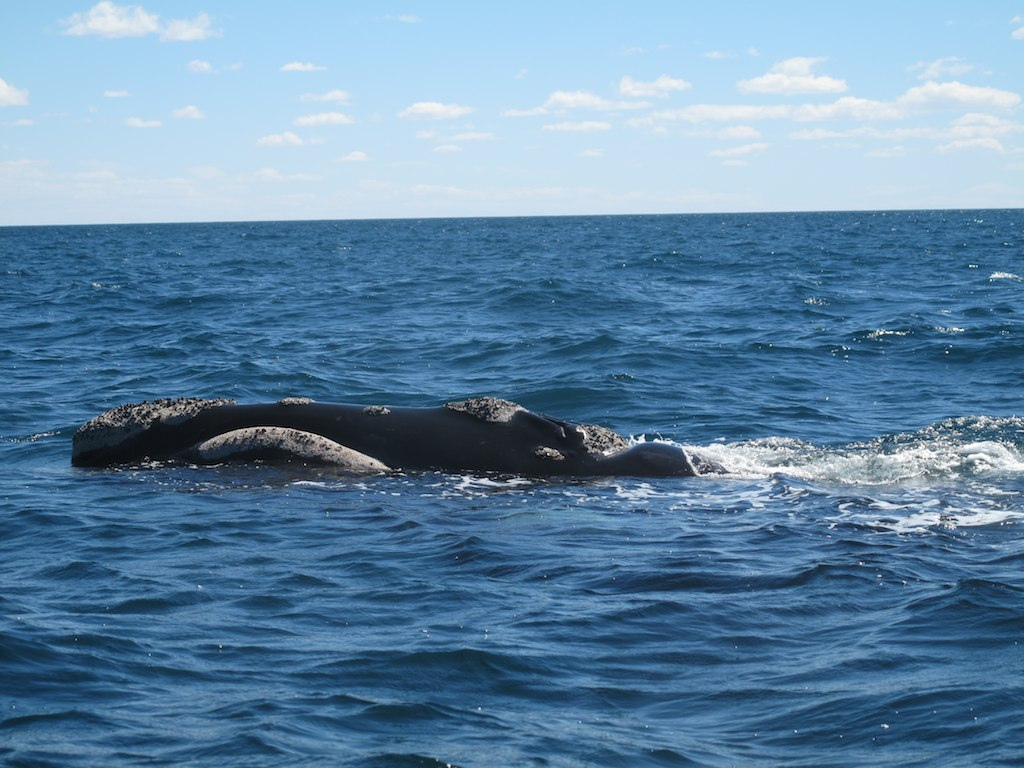
Walvis in de buurt van het schiereiland Valdés
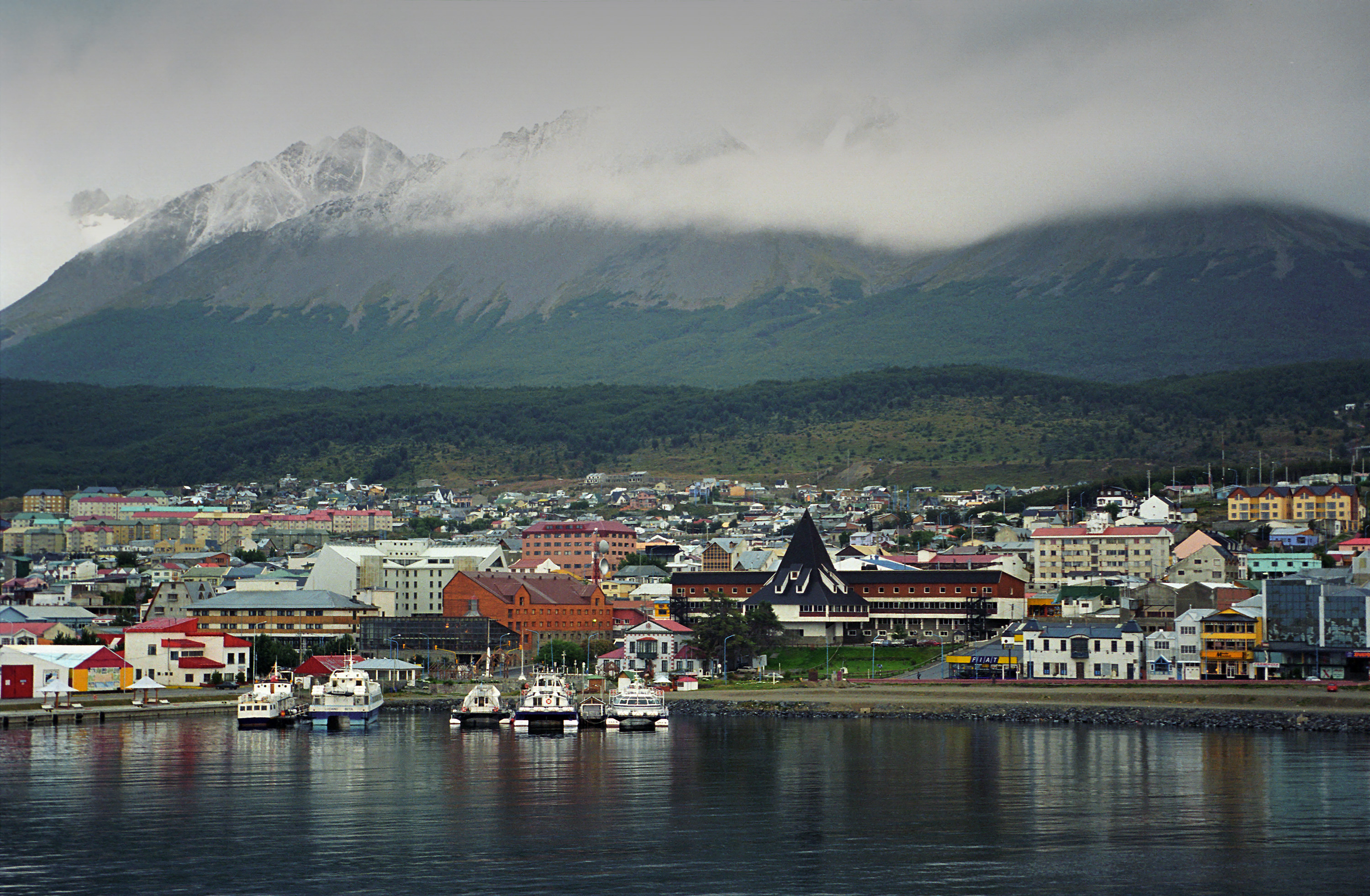
Ushuaia

## Natuur

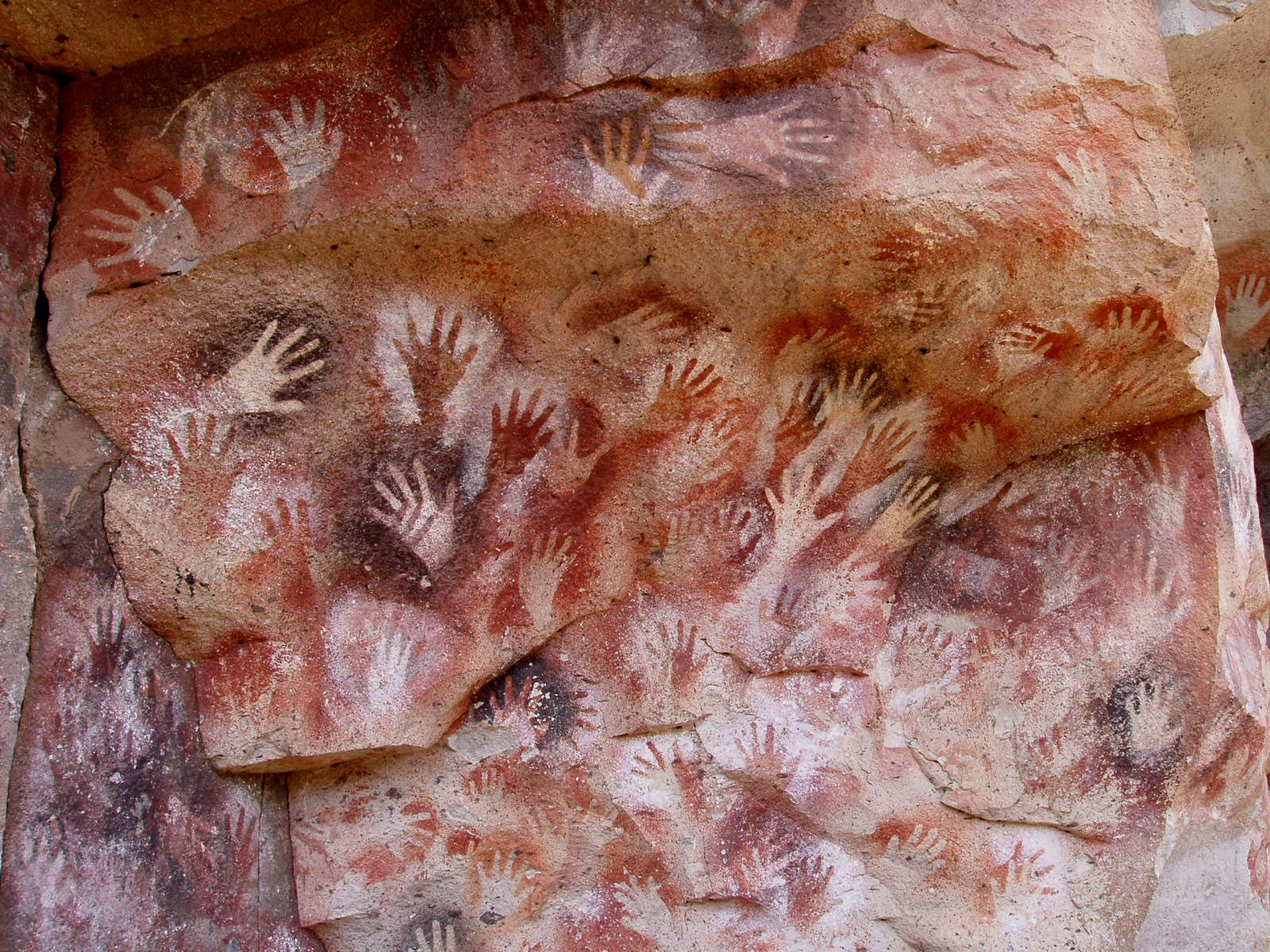
Cueva de las Manos.

In Patagonië ligt onder andere de Perito Morenogletsjer en het Argentinomeer en Viedmameer. Verder vind je er de nationale parken Los Glaciares, Tierra del Fuego, Nationaal park Nahuel Huapi en Torres del Paine. Valdés is een schiereiland waar onder andere walvissen en zeeleeuwen voorkomen.
Ook is er de Cueva de las Manos.